# جکی بری
جکی بری (به انگلیسی: Jackie Bray) بازیکن فوتبال زادهٔ ۲۲ آوریل ۱۹۰۹ اهل انگلستان که سابقهٔ بازی در تیم ملی فوتبال انگلستان را در کارنامهٔ خود دارد. وی در تاریخ ۲۹ سپتامبر ۱۹۳۴ نخستین بازی ملی خود را در مقابل تیم ملی فوتبال ولز انجام داد و با حضور در ۶ بازی ملی، در تاریخ ۱۷ آوریل ۱۹۳۷ واپسین بازی ملی‌اش را در برابر تیم ملی فوتبال اسکاتلند برگزار کرد.